# Inspektorat Wojskowej Służby Zdrowia

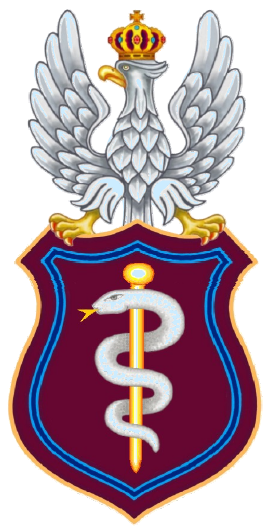
Odznaka pamiątkowa IWSZ.

Inspektorat Wojskowej Służby Zdrowia (IWSZ) – jednostka organizacyjna właściwa w zakresie kierowania i koordynowania w Siłach Zbrojnych RP spraw związanych z:
- ochroną zdrowia w resorcie obrony narodowej, w szczególności żołnierzy służby czynnej;
- zdrowotnymi warunkami służby i pracy;
- stanem sanitarnohigienicznym;
- zabezpieczeniem przeciwepidemicznym i weterynaryjnym wojsk;
- kształceniem i doskonaleniem kadr medycznych;
- realizacją badań naukowych w dziedzinie medycyny wojskowej;
- współpracą zagraniczną w dziedzinie medycyny wojskowej;
- zaopatrywaniem w sprzęt i materiały medyczne oraz leki;
- nadzorem nad obrotem lekami i wyrobami medycznymi;
- orzecznictwem wojskowo-lekarskim;
- przygotowywaniem jednostek służby zdrowia do realizacji zadań na czas stanów nadzwyczajnych i wojny[1].

Minister Obrony Narodowej powołał Inspektorat Wojskowej Służby Zdrowia z siedzibą w Warszawie decyzją nr Z-94/Org/P1 z 16 listopada 2006 r. Powstał on w wyniku wydzielenia Zarządu Wojskowej Służby Zdrowia ze struktury Sztabu Generalnego WP. Szefem Inspektoratu Wojskowej Służby Zdrowia – pełnomocnikiem MON ds. resortowej opieki zdrowotnej został z dniem 1 stycznia 2007 r. dotychczasowy szef Zarządu Wojskowej Służby Zdrowia SGWP gen. bryg. dr Marek Kondracki.
IWSZ bezpośrednio kieruje pracą i działaniami szpitali wojskowych oraz ośrodków medycyny prewencyjnej oraz sprawuje nadzór specjalistyczny nad działalnością komórek i pododdziałów medycznych w pozostałych rodzajach sił zbrojnych. 
Z dniem 1 kwietnia 2015 r. jednostkę przeformowano w Departament Wojskowej Służby Zdrowia.

## Szefowie Inspektoratu Wojskowej Służby Zdrowia
- gen. bryg. dr Marek Kondracki (1 stycznia –  6 kwietnia 2007 r.)
- płk prof. dr hab. n. med. Waldemar Banasiak (23 kwietnia – 7 maja 2007 r.)
- gen. bryg. dr n. med. Andrzej Wiśniewski (11 czerwca 2007 r. – 24 stycznia 2010 r.)
- gen. bryg. lek. Sławomir Marat (25 stycznia – 1 listopada 2010 r.)
- gen. bryg. lek. Piotr Dzięgielewski (od 2 listopada 2010 r. – 31 marca 2015 r.)